# Zasada komplementarności (fizyka)
Zasada komplementarności – jeden z trzech filarów interpretacji kopenhaskiej (pozostałe dwa to zasada nieoznaczoności oraz probabilistyczna interpretacja funkcji falowej), opracowanej w głównej mierze przez Nielsa Bohra oraz Wernera Heisenberga, będącej interpretacją probabilistyczną w mechanice kwantowej. 
Zakłada ona, że dwie cechy obiektu mikroskopowego, jego falowość i korpuskularność (dualizm korpuskularno-falowy), są "komplementarne". Oznacza to, że choć opis zupełny wymaga uwzględnienia obu sprzecznych cech, należy rozważać tylko jedną cechę naraz, precyzując rodzaj obserwacji, jakiej się dokonuje, lub eksperymentu, który się przeprowadza. Pozwala to uniknąć pozornej sprzeczności traktowania układu mikroskopowego czy też atomu jako rzeczy samych w sobie nie istniejących.